# 특별이민비자
특별이민비자(영어: Special Immigrant Visa, SIV)는 미국의 비자 프로그램이다.

## 역사

### 한국전쟁
한국 전쟁 당시, 월턴 워커 미8군 사령관은 이승만 대통령에게 주한미군을 위해 일할 한국인 군무원이 필요하다고 요청했고, 이승만 대통령이 이를 수락해, 주한미군 기지에는 물자 수송 등의 임무를 수행하는 한국인 군무원들이 있었다. 최대 10만명이 채용되기도 했다. 현재까지도 주한미군에는 한국인 군무원들이 근무중이다. 미국은 이들이 20년간 복무하면 특별이민비자 신청자격이 부여되며, 이를 통해 미국의 영주권을 받을 수 있다.

### 테러와의 전쟁
미국은 특별이민비자(SIV)제도를 사용해 2008년 이라크 전쟁에서 미국 정부에 고용됐거나 미군의 작전을 지원한 이들에게 비자를 발급해 입국시켰다.
구호단체인 국제구조위원회(IRC)에 따르면 30만명 이상의 아프간 국민이 미군과 연관돼 있지만 미국의 특별이민비자(SIV)를 받은 인원은 약 1만 6000명에 불과했다.
CNN에 따르면 카불 공항에 점점 더 많은 아프간인이 몰리는 이유 중 하나로 미국이 특별이민비자(SIV)를 일련 번호 없이 전자 비자로 발급한 것이 꼽힌다. 비자를 받은 이들이 전자 비자를 ‘스크린샷’으로 복사해 공항에 접근할 수 없는 수천명의 다른 아프간인에게 전달해 이들이 모두 공항으로 몰리고 있다는 것이다.
2021년 9월 10일, 젠 사키 백악관 대변인은 미국 시민과 영주권자, 특별이민비자 신청자들을 아프간 밖으로 데리고 나오기 위해 현재 아프간을 통제하고 있는 탈레반과 협의하고 있다고 말했다. 특별이민비자 신청자들은 심사를 위해 상당한 시간이 필요한데, 그 심사기간 동안 제3국에 임시 수용하겠다는 것이다.
아프가니스탄을 탈출해 미군 기지로 들어온 아프간인 중에는 국적불명자와 입국 자격이 충족되지 않은 사람은 물론 테러 연루 가능성이 의심되는 사람들도 대거 섞여 있는 것으로 드러났다. 수만 명에 달하는 아프간인들의 탈출과 미국 입국이 급작스럽게 진행되다 보니 곳곳에서 혼란이 벌어지고 있다. 현재까지 미국에 들어온 아프간인 4만여 명 중 추가 검증이 필요한 사람은 1만 명에 이른다.
미국은 미군과 동맹군에 협력했던 아프간인과 그 가족에게 ‘특별이민비자(SIV)’나 ‘난민 지위’를 부여해 미국 입국을 허용한다는 방침이다. 하지만, 제3국에서 심사 절차 등을 거쳐 자격 조건이 될 경우에 한정된다. 바이든 대통령은 8월 22일, 독일, 카타르, 쿠웨이트 등 약 20개국이 장소 제공 등 협력하기로 했다고 밝혔다.